# سفر به چزابه (مجموعه تلویزیونی)
سفر به چزابه یک مجموعه تلویزیونی ۱۲ قسمتی محصول سال ۱۳۷۴ به نویسندگی، کارگردانی و تهیه‌کنندگی رسول ملاقلی‌پور، می‌باشد که از شبکه دو پخش شد.

## خلاصه داستان
سفر به چزابه عنوان مجموعه‌ای بود که بر اساس دو فیلم سفر به چزابه و نجات‌یافتگان، سریال داستان گروهی گردشگر بود که به مناطق جنگی می‌روند و هر یک از آن‌ها از زمان جنگ داستانی در ذهن دارند. در این مجموعه، که ادامه فیلم سینمایی با همین نام است، نامه‌ای برای وحید کارگردان فیلم‌های جنگی، مریم امدادگر روزهای جنگ، فؤاد نویسندهٔ رمان‌های جنگی، جواد جانباز روشندل و دیگران ارسال می‌شود که آن‌ها را به بازدید از مناطق جنگی دعوت می‌کنند.

## بازیگران
- عاطفه رضوی در نقش مریم قندی
- حبیب دهقان‌نسب
- جمشید اسماعیل‌خانی در نقش عراقی
- سیامک انصاری
- مسعود کرامتی در نقش وحید
- آرش نوذری در نقش باباجانلو
- فرهاد اصلانی در نقش علی
- علی سلیمانی در نقش مرتضی
- علی فرهادی
- حبیب‌الله الهیاری
- محسن موسوی
- کیوان محمودنژاد
- جواد میرمیران
- وحید شیخ‌لر
- عزیزالله هنرآموز
- پیمان سنندجی‌زاده
- رضا خندان
- علیرضا جلالی
- مهدی فقیه
- بهناز نازی در نقش شیرین اکبری
- علی یعقوب‌زاده
- شراره یوسف‌نیا
- حسین شفیعی در نقش مهرداد
- جمشید شاه‌محمدی در نقش حاجی